# Meripilus giganteus
Meripilus giganteus es un hongo poliporo de la familia Meripilaceae. Provoca una podredumbre blanca en varios tipos de árboles frondosos, especialmente en las hayas (Fagus), pero también en las especies Abies, Picea, Pinus, Quercus y Ulmus. Este hongo poliporo, conocido comúnmente como poliporo gigante o poliporo de color negro, se encuentra a menudo en grandes grupos en la base de los árboles, aunque los cuerpos fructíferos se encuentran a veces a cierta distancia del tronco, parasitando las raíces. M. giganteus tiene una distribución circumboreal en el hemisferio norte, y está ampliamente distribuida en Europa. En el campo, se reconoce por el cuerpo fructífero grande y con varias capas, así como por su superficie de poros que se oscurece rápidamente cuando está magullada o herida.

## Descripción
Los basidiocarpos están formados por numerosos píleos aplanados en forma de abanico; suelen tener 50-150 centímetros (20-59 in), raramente 250 centímetros (98 in) de diámetro y 10-50 centímetros (3.9-19.7 in), raramente 90 centímetros (35 in) de altura. Los capuchones individuales, de hasta 10-50 centímetros (3.9-19.7 in), raramente 90 centímetros (35 in) de diámetro y 1-5 centímetros (0.39-1.97 in) de grosor, surgen de un tallo basal común.

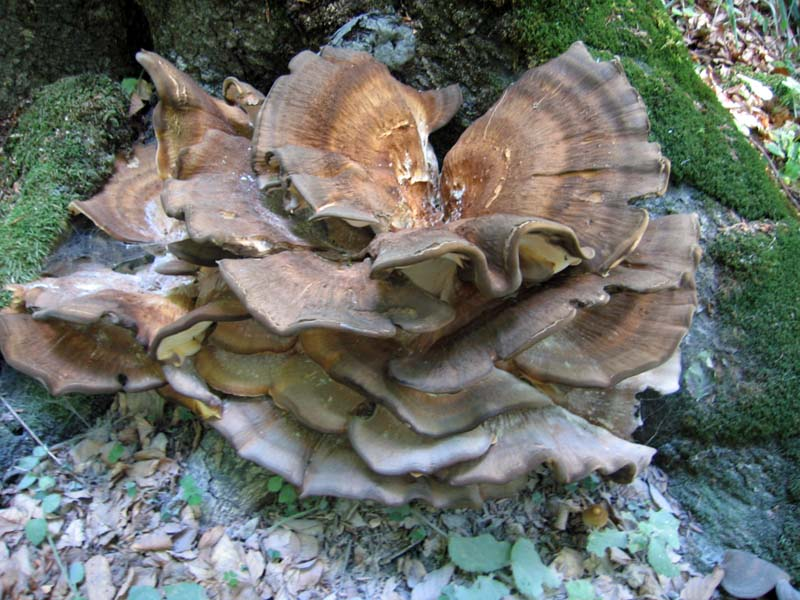
Un espécimen más antiguo de M. giganteus con píleos zonados de color marrón.

El peso es de 10-50 kilogramos (22-110 lb), pero el ejemplar más pesado puede alcanzar los 90 kilogramos (200 lb).
El color de la superficie del sombrero es de bronceado pálido a castaño apagado en los ejemplares jóvenes, pero se oscurece con la edad hasta convertirse en zonas concéntricas (zonadas) de varios tonos de marrón.
La superficie es también finamente fibrilada con escamas diminutas (escámulas). Hay de 3 a 6 poros por milímetro en la parte inferior; la superficie de los poros es de color marrón y negro, lo que ayuda a distinguirla de la especie similar Grifola frondosa.
La infección de un árbol se produce a menudo a través de una raíz pivotante muerta, y el deterioro se limita en gran medida a las raíces, y entonces principalmente en la parte inferior. Los árboles infectados suelen mostrar un adelgazamiento de la copa exterior debido a la alteración de la función de las raíces. El fracaso del árbol se debe a la fractura frágil de las raíces laterales degradadas.

### Características microscópicas
Las esporas tienen una forma aproximadamente esférica a ovoide o elipsoide, con unas dimensiones típicas de 6-6,5 × 5,5-6 μm. Al microscopio, aparecen translúcidas (hialinas), lisas y no amiloides, lo que significa que no absorben la tinción del reactivo de Melzer. Los basidios -las células portadoras de esporas- tienen forma de garrote, 4 esporas y miden 22-40 por 7-8 μm.
Los hongos poliporos pueden distinguirse además por el tipo de hifas que componen su cuerpo fructífero. M. giganteus tiene un sistema hifal denominado monomítico, ya que su cuerpo fructífero está compuesto únicamente por hifas vegetativas.

## Comestibilidad
Anteriormente se consideraba que el poliporo gigante no era comestible, debido a su carne muy gruesa y a su sabor ligeramente ácido, pero fuentes más recientes lo consideran comestible. Los ejemplares más jóvenes pueden ser más apetecibles; un autor señala que "se come en Japón". Además, es posible que se consuma por error debido a su parecido con la especie comestible comúnmente conocida como gallina de los bosques (Grifola frondosa), que se considera mucho más sabrosa.

## Hábitat y distribución

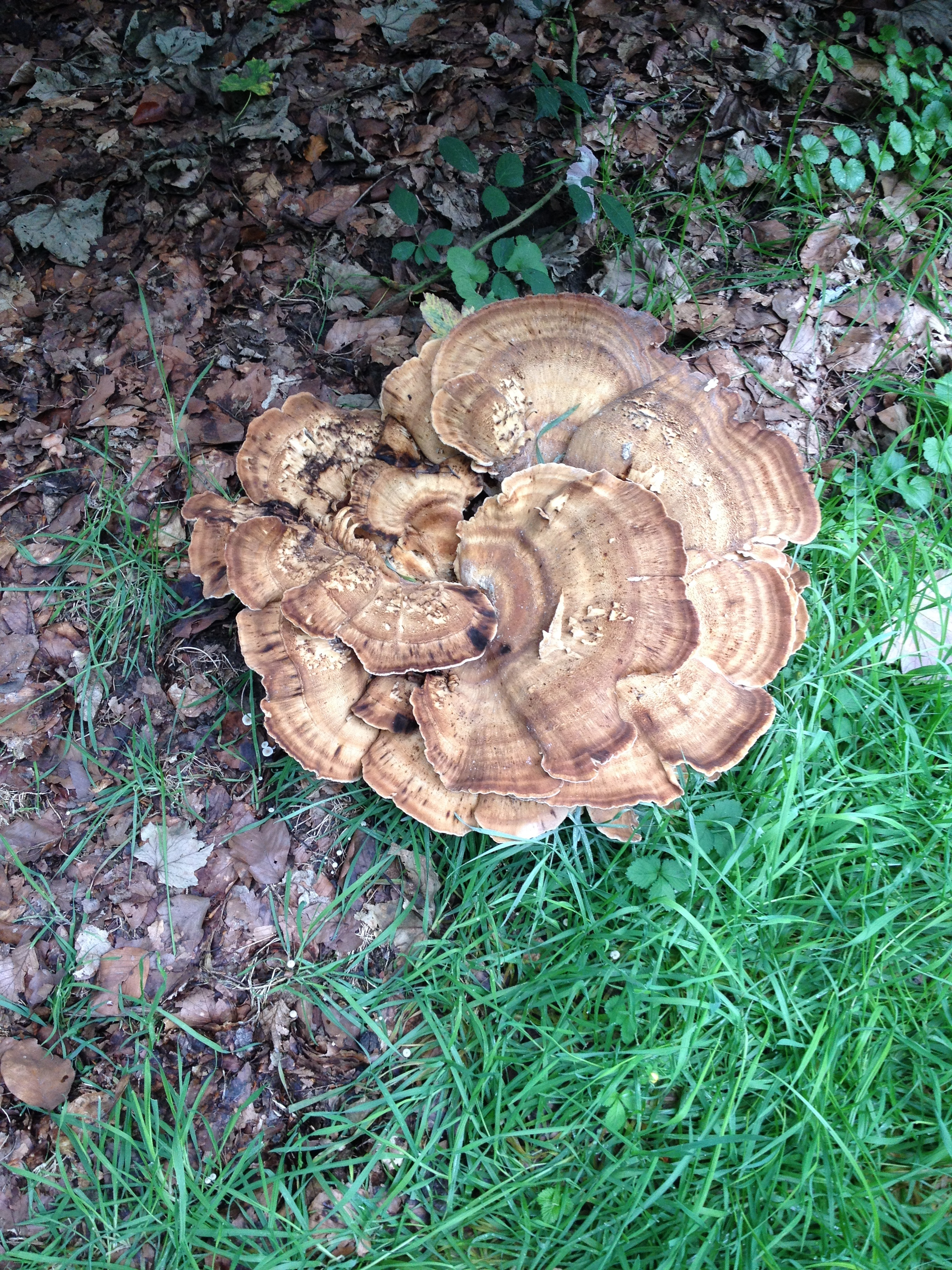
Aunque normalmente se encuentra en los troncos de los árboles, no es raro encontrarlo lejos del árbol

Este hongo puede encontrarse creciendo en maderas duras, más raramente en coníferas. Según Ryvarden y Gilbertson en su monografía sobre los políporos de Europa, M. giganteus crece sobre todo en especies de árboles Quercus y Fagus, pero también se ha recogido en las maderas duras Acer, Aesculus, Alnus, Betula, Castanea, Celtis, Corylus, Eucalyptus, Laurus, Myrica, Persea, Pittosporum, Platanus, Populus, Prunus, Pyrus, Tilia, Ulmus; también se ha encontrado creciendo en las especies de coníferas Abies, Larix y Pinus.
M. giganteus tiene una distribución circumboreal en el hemisferio norte. Se ha recolectado en Europa, Escandinavia, la antigua URSS, Irán y Turquía. Aunque en muchas guías de campo figura como presente en Norteamérica, esto se debe a una confusión con la especie M. sumstinei, relacionada con ella; M. giganteus no se encuentra en Norteamérica. Un estudio sobre la frecuencia de aparición de los hongos de la caries de la madera en los árboles de la calle y los árboles del parque en Hamburgo, Alemania, encontró que M. giganteus era la especie más común.

## Propiedades medicinales
Se ha demostrado que el extracto de metanol de este hongo contiene compuestos que son significativamente citotóxicos para la línea celular de cáncer de ratón 3LL.

## Especies similares
El hongo poliporo Grifola frondosa es similar en su aspecto general, pero puede distinguirse por su capuchón más grisáceo y sus poros más grandes. Bondarzewia berkeleyi o "polipora de Berkeley" se confunde a menudo con M. giganteus (o M. sumstinei) en el este de América del Norte, pero puede distinguirse por su falta de coloración negra y sus poros mucho más grandes.

## Literatura citada
- Schmidt O. (2006). Wood and Tree Fungi: Biology, Damage, Protection, and Use. Berlin: Springer. ISBN 978-3-540-32138-5.